# Flughafen U-Tapao

i7
i11
i13
Der Flughafen U-Tapao–Rayong–Pattaya (thailändisch สนามบินนานาชาติ อู่ตะเภา ระยอง พัทยา, RTGS Sanam Bin Nanachat U Taphao Rayong Phatthaya, englisch U-Tapao–Rayong–Pattaya International Airport; IATA-Code: UTP, ICAO-Code: VTBU) ist ein ziviler Flughafen und Militärflugplatz der thailändischen Marine (RTN) in der Provinz Rayong in Zentralthailand (Ostthailand nach dem 6-Regionen-Modell). Er bedient den international bekannten Badeort Pattaya.

## Geschichte
Der Baubeginn des Flughafens war 1961, nachdem die thailändische Marine die finanziellen Aspekte geprüft und genehmigt hatte. Die Fertigstellung erfolgte knapp 4 Jahre später im Jahr 1965.
Im zweiten Indochinakrieg wurde U-Tapao außer von der thailändischen Marine auch von den Streitkräften der Vereinigten Staaten als Stützpunkt für Einsätze der KC-135-Tankflugzeuge (ab 1966) und der B-52-Langstrecken-Bomber (ab 1967) genutzt.
Die erste zivile Fluggesellschaft, die den Flughafen auch bis heute nutzt, ist Bangkok Airways. So gab es auch Flüge zum Flughafen Bangkok-Don Mueang.

## Lage
Der Flughafen U-Tapao befindet sich circa 40 Kilometer westlich von Rayong im Landkreis Amphoe Ban Chang der Provinz Rayong. Nach Pattaya sind es ebenfalls etwa 40 Kilometer.

## Allgemeines
Der Flughafen wird regelmäßig für Linienflüge nach Phuket und Ko Samui genutzt, des Weiteren wird er auch als Frachtflughafen genutzt und von Charterflugzeugen angeflogen, um den Flughafen Bangkok zu entlasten. Seit März 2015 diente er als zweites Drehkreuz der Regionalfluggesellschaft Kan Air, die Verbindungen zu mehreren Flughäfen innerhalb Thailands, darunter Bangkok-Don Mueang und Chiang Mai, anbietet.
Der Flughafen verfügt über eine Landebahn, einen Rollweg, ein 43 Hektar großes Vorfeld und ein Terminal. Das Vorfeld bietet Abstellmöglichkeiten für 49 Flugzeuge. Das Terminal hat eine Gesamtfläche von 2.610 m² und kann ca. 400 Passagiere pro Stunde abfertigen.
Geleitet wird der Flughafen vom Konteradmiral Sorracha Sornpratum und seinem Stellvertreter Konteradmiral Surapong Ayasanond.
Im Jahr 2013 wurde der Flughafen von 127.218 Passagieren genutzt, 2012 waren es noch 152.860.

### Technische Ausstattung
ILS cat I, VOR/DME, NDB, TACAN, PAPI

### Ausweichflughafen
Der Flughafen U-Tapao ist offizieller Ausweichflughafen für Bangkok.
Als die beiden Flughäfen in Bangkok Ende 2008 durch Demonstranten der Volksallianz für Demokratie („Gelbhemden“) besetzt waren, wurden etliche internationale Flüge ersatzweise über U-Tapao abgewickelt. Angesichts der unzureichenden Abfertigungseinrichtungen führte dies zu chaotischen Zuständen.

## Verkehrsinfrastruktur

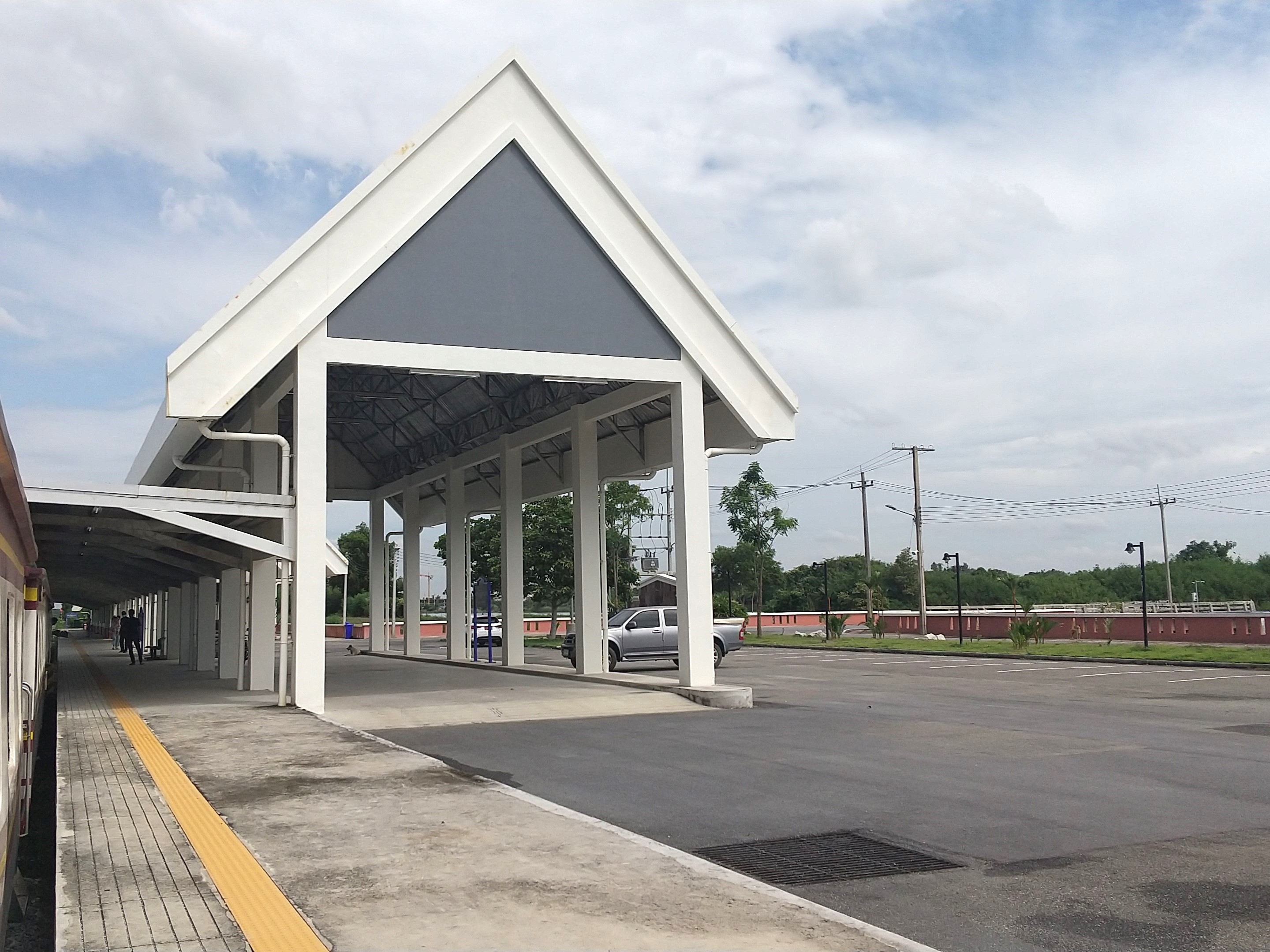
Bahnhof U-Tapao (2023)

Der Flughafen liegt an der Fernstraße Thanon Sukhumvit sowie in der Nähe der Autobahn 7 und besitzt keinen eigenen Bahnhof. Ab 1992 war der nächste Bahnhof Ban Phlu Ta Luang und 2023 wurde der sanierte Bahnhof  U-Tapao an der Bahnstrecke Chachoengsao Junction–Sattahip wiedereröffnet. Es ist geplant den Flughafen an das Hochgeschwindigkeitsbahnnetz durch eine Drei-Flughafen-Verbindung zwischen den Flughäfen Don Mueang, Suvarnabhumi und U-Tapao anzuschließen.